# Eloeophila woodgatei
Eloeophila woodgatei là một loài ruồi trong họ Limoniidae. Chúng phân bố ở miền Tân bắc.